# Oraitsaari (ö i Finland)
Oraitsaari är en ö i Finland. Den ligger i sjön Simpelejärvi och i kommunen Parikkala i den ekonomiska regionen  Imatra ekonomiska region  och landskapet Södra Karelen, i den sydöstra delen av landet, 280 km nordost om huvudstaden Helsingfors. Öns area är 74,8 hektar och dess största längd är 1,4 kilometer i sydöst-nordvästlig riktning.